# Palacio Nacional (Dominikanische Republik)
Der Palacio Nacional ist ein Gebäude in Santo Domingo, in dem die Büros des Präsidenten und des Vizepräsidenten der Dominikanischen Republik untergebracht sind.

## Geschichte
Mit dem Bau wurde am 27. Februar 1944 auf Befehl des damaligen Diktators Rafael Trujillo begonnen. Das Gebäude wurde unter der Leitung des italienischen Architekten Guido D’Alessandro im neoklassizistischen Stil erbaut. Die Eröffnung des Palasts fand am 16. August 1947 statt.

## Nutzung
Das Gebäude verfügt über drei Etagen. In der ersten Etage befinden sich Räumlichkeiten für allgemeine Dienste. In der zweiten Etage befinden sich der Eingang und die Hauptlobby sowie der Saal des Regierungsrates (Consejo de Gobierno), die Büros des Präsidenten und des Vizepräsidenten sowie einige Büros hoher Beamter. Im obersten Stockwerk befinden sich die privaten Bereiche des Präsidenten und Empfangsräume. Der bekannteste dieser Räume ist das Karyatidenzimmer, das mit 44 Frauenskulpturen geschmückt ist.

## Besonderes
Im Karyatidenzimmer des Palasts wurde das Neujahrsfest im Film Der Pate – Teil II gedreht, bei dem Michael Corleone Fredo Corleone mit seinem Verrat konfrontiert.
Auch Szenen aus dem Film The Lost City von Andy García, der eigentlich in Havanna spielt, wurden am Präsidentenpalast gedreht. Zu diesem Zweck wurde sogar die kubanische Flagge über dem Palast gehisst.